# Carlos Puig
Carlos V. Puig († 10. Juni 1985) war ein uruguayischer Politiker.
Carlos Puig, der der Partido Nacional und dort dem herreristischen Flügel angehörte sowie Mitglied des Parteidirektoriums war, hatte als Repräsentant des Departamentos Florida in der 36. Legislaturperiode (LP) ab dem 15. Februar 1951 und in der 37. Legislaturperiode für das Departamento Flores bis zum 14. Februar 1959 ein Titualarmandat als Abgeordneter in der Cámara de Representantes inne. Sodann saß er in der folgenden Wahlperiode vom 15. Februar 1959 bis zum 18. Februar 1959 drei Tage lang für das Departamento Lavalleja in der Abgeordnetenkammer. Er gehörte jeweils den Sublemas Acción Parlam - 1 und 2 (36. LP), Con Herrera - 11 (37. LP) und Herrera - 1 (38. LP) an. Puig wechselte sodann als Senator bis zum 3. März 1959 in die Cámara de Senadores. Dort schied er aus und war ab dem 1. März 1959 Minister für Landwirtschaft und Fischereiwesen. Dieses Amt übte er bis zum 28. Februar 1963 aus. Während dieser Amtsphase übernahm er vom 26. April 1960 bis zum 13. April 1961 auch die Leitung des Innenministeriums.

## Zeitraum seiner Parlamentszugehörigkeit
- 15. Februar 1951 bis 14. Februar 1955 (Cámara de Representantes, 36. Legislaturperiode (LP))
- 15. Februar 1955 bis 14. Februar 1959 (Cámara de Representantes, 37. LP)
- 15. Februar 1959 bis 18. Februar 1959 (Cámara de Representantes, 38. LP)
- 18. Februar 1959 bis 3. März 1959 (Cámara de Senadores, 38. LP)